# Zamboanga Sibugay

Prowincja Zamboanga Sibugay na mapie Filipin

Zamboanga Sibugay – prowincja na Filipinach w regionie Zamboanga Peninsula, położona w zachodniej części wyspy Mindanao.
Od południa granicę wyznacza Zatoka Moro, od północy prowincja Zamboanga del Norte, od wschodu prowincja Zamboanga del Sur. Powierzchnia: 3607,8 km². Liczba ludności: 546 186 mieszkańców (2007). Gęstość zaludnienia wynosi 151,4 mieszk./km². Stolicą prowincji jest Ipil.